# Yamill Jones
Pour les articles homonymes, voir Jones.
 (février 2019).
Si vous disposez d'ouvrages ou d'articles de référence ou si vous connaissez des sites web de qualité traitant du thème abordé ici, merci de compléter l'article en donnant les références utiles à sa vérifiabilité et en les liant à la section « Notes et références ».
 (février 2019).
Yamill Jones, né le 31 août 1990 à Paramaribo,, est un acteur néerlandais, d'origine surinamien.

## Filmographie

### Cinéma et téléfilms
- 2006 : Don (en) : Le membre de l'équipe de Don
- 2008-2010 : SpangaS : Samson Meijaards
- 2009 : Spangas op survival (nl) : Samson Meijaards
- 2011 : Broken Promise : Partygoer
- 2011 : Lotus : Jeffrey
- 2012 : Alleen maar nette mensen (nl) : Clifton
- 2012 : Verborgen Verhalen (nl) : Leroy
- 2015 : Force (nl) : Le vendeur de drogue
- 2015 : Fallax Odor : Jazzdevil
- 2017 : De Druk (nl) : Gino

## Théâtre
- 2011 : Spangas Live : Samson
- 2015 : Othello : Deux rôles (Rodrigo et Othello)
- 2016 : A Raisin In The Sun
- 2016 : Bákxai
- 2016 : Vandaag een Witte Man
- 2017 : Outsiders : David
- 2017 : It’s My Mouth I Can Say What I Want To